# Anomius permixtus
Anomius permixtus är en skalbaggsart som beskrevs av Clément och Rudolph Petrovitz 1971. Anomius permixtus ingår i släktet Anomius och familjen Aphodiidae. Inga underarter finns listade i Catalogue of Life.